# Zelene, Nîjnohirskîi
Zelene (în ucraineană Зелене) este un sat în așezarea urbană Nîjnohirskîi din Republica Autonomă Crimeea, Ucraina.

## Demografie
Componența lingvistică a localității Zelene
     Rusă (68,83%)
     Tătară crimeeană (17,54%)
     Ucraineană (12,73%)
     Alte limbi (0,27%)
Conform recensământului din 2001, majoritatea populației localității Zelene era vorbitoare de rusă (68,83%), existând în minoritate și vorbitori de tătară crimeeană (17,54%) și ucraineană (12,73%).